# Elster (Elbe)
Elster (Elbe) är en Ortshaft i staden Zahna-Elster i Landkreis Wittenberg i förbundslandet Sachsen-Anhalt i Tyskland. Elster (Elbe) var en kommun fram till den 1 januari 2011 när den uppgick i Zahna-Elster. Elster (Elbe) hade 2 527 invånare 2010.